# Страбон
Страбо́н (грец. Στράβων, Strábōn, лат. Strabo, Strabonis; 64 / 63 до н. е. — 24) — римський географ, історик, мандрівник грецького походження. Автор 17-томної «Географії» (близько 23 року н. е.), що є підсумком географічних знань про світ часів античності (у 7-й та 11-й томах — опис українських земель). Також автор частково втрачених «Історичних записок» (20 рік н. е.), що описували події від 146 до н. е. (зруйнування римлянами Коринфа та Карфагена) до 31 до н. е. (битви при Акції), задуманих як продовження «Історії» Полібія.

## Біографія
Народився в Амасії, Понт, Римська республіка. Походив із заможної родини, яка служила понтійському царю Мітрідату VI Евпатору напередодні римського завоювання. Дід Страбона по лінії матері підтримав римлян у Третій Мітридатовій війні. Протягом життя подорожував по Малій Азії, Греції, Італії, Близькому Сходу, Єгипту, Ефіопії. Проживав у Римі в 44—31 роках до н. е. Навчався філософії у перипатетиків, зокрема Боета Сидонського. Найімовірніше, мав римське громадянство, підтримував римську імператорську владу. Помер у Римській імперії у віці 87 років.

## Праці

### «Географія»
Найвідомішою працею Страбона є сімнадцятитомна «Географія», написана близько 7 до н. е. та присвячена опису країн та людей в усьому відомому тоді світі. У перших двох томах викладено загальні фізико-математичні засади географії, в томах 3-10 — географію Європи, в томах 11-16 — географію Азії, в томі 17 — географію Африки.
У «Географії» Страбон прагнув описати ойкумену на основі зіставлення та узагальнення всіх відомих до його часу даних, тому твір і розглядається в історіографії як підсумок географічних знань античності. З-поміж багатьох авторів, названих Страбоном, головними його джерелами були географи Ератосфен, Гіппарх, Полібій, Посідоній.
Широко використовував Страбон малоазійську традицію, особливо відомості істориків Мітрідатових війн (1 ст. до н. е.). Страбоном повно описані Кавказ і Боспорське царство. За задумом автора «Географія» повинна була служити практичним керівництвом для римських державних діячів, полководців, провінційної адміністрації, торгівців тощо, тому вона містить велику кількість історичних, етнографічних, побутових відомостей.
У ряді випадків вона є єдиним джерелом. З 17 книг «Географії» тільки перші дві мають теоретичний характер (присвячені математичній географії), решта містять опис країн і областей:
- книги 3-6 — Іспанія, Галлія, Британія, Італія, Сицилія;
- книги 7-10 — Північна і Східна Європа, північні Балкани, Греція. У сьомій книзі описані землі, які входять до складу сучасної України.;
- книги 11-14 — Північне і Східне Причорномор'я, Мала Азія;
- книги 15-17 — Індія, Месопотамія, Аравія, Єгипет.

«Географія» Страбона є фактично першим досвідом історичної географії і являє собою цінне історичне джерело.

### Видання і переклади
- Stefan Radt: Strabons Geographika. 10 Bände. Vandenhoeck & Ruprecht, Göttingen (найсучасніше видання: давньогрецький оригінал, німецький переклад і коментар)
  - Bd. 1: Prolegomena. Buch I—IV: Text und Übersetzung, 2002, ISBN 978-3-525-25950-4.
  - Bd. 2: Buch V—VIII: Text und Übersetzung, 2003, ISBN 978-3-525-25951-1.
  - Bd. 3: Buch IX—XIII: Text und Übersetzung, 2004, ISBN 978-3-525-25952-8.
  - Bd. 4: Buch XIV—XVII: Text und Übersetzung, 2005, ISBN 978-3-525-25953-5.
  - Bd. 5: Abgekürzt zitierte Literatur, Buch I—IV: Kommentar, 2006, ISBN 978-3-525-25954-2.
  - Bd. 6: Buch V—VIII: Kommentar, 2007, ISBN 978-3-525-25955-9.
  - Bd. 7: Buch IX—XIII: Kommentar, 2008, ISBN 978-3-525-25956-6.
  - Bd. 8: Buch XIV—XVII: Kommentar, 2009, ISBN 978-3-525-25957-3.
  - Bd. 9: Epitome und Chrestomathie, 2010, ISBN 978-3-525-25958-0
  - Bd. 10: ще не вийшов.
- Strabo: Geographika. Übersetzung und Anmerkungen von Albert Forbiger. Hoffmann'sche Verlags-Buchhandlung, Berlin & Stuttgart 1855—1898. Neuausgabe: Marix, Wiesbaden 2005, ISBN 3-86539-051-X.
- Strabonis Geographica. Herausgegeben von August Meineke. Teubner, Leipzig 1852—1853. Neuausgabe: 3 Bde. Akademische Druck- und Verlagsanstalt, Graz 1969
- The Geography of Strabo. translated by Horace Leonard Jones und John Robert Sitlington Sterrett. The Loeb Classical Library. 8 V. Heinemann, London 1917—1932
- Géographie / Strabon. переклад Жермен Ожак і Франсуа Лассерра. Давньогрецький текст і французький переклад. Les Belles Lettres, Paris 1969 (Вийшли 12 томів)
- «География» Страбон, перев. на русск. яз., Ф. Мищенко (М., 1879).
- Страбон География  / пер. с др.-греч. Г. А. Стратановского под ред. О. О. Крюгера, общ. ред. С. Л. Утченко М.: Ладомир 1994.